# Pyki
Pyki – przysiółek wsi Kolonia Łomnicka w Polsce, położony w województwie opolskim, w powiecie oleskim, w gminie Olesno.
W latach 1975–1998 przysiółek administracyjnie należał do województwa częstochowskiego.